# Vernon Macklin
Vernon L. Macklin (* 25. September 1986 in Portsmouth, Virginia) ist ein amerikanischer Basketballspieler. Er spielte zuletzt für die Detroit Pistons in der NBA.

## Karriere

### Jugend und College
Macklin besuchte zunächst die Norcom High School in seiner Heimatstadt Portsmouth und wechselte nach drei Jahren auf die Hargrave Military Academy im nahegelegenen Chatham. Auf beiden Schulen spielte er für die Basketballmannschaft und wurde im letzten High-School-Jahr auf der Hargrave Military Academy ins McDonald's All American Team berufen. Zudem nahm er für Jugend-Nationalmannschaften der USA 2006 am Nike Hoop Summit in Memphis und 2004 am Youth Development Festival teil, wo er die Bronzemedaille gewann. Anschließend schrieb er sich an der Georgetown University in Washington, D.C. ein. Dort spielte er zwei Jahre lang zusammen mit den späteren NBA-Spielern Jeff Green und Roy Hibbert zusammen für die Bulldogs, die Basketballmannschaft der Universität. In seinem ersten Jahr erreichte er mit der Mannschaft das Final Four und scheiterte dort an den Ohio State Buckeyes. Nach einem weiteren Jahr, das weniger erfolgreich verlief, verließ er Washington und besuchte fortan die University of Florida. In Gainesville spielte er zwei Spielzeiten – in der ersten war aufgrund des Wechsels gesperrt – unter Trainer Billy Donovan für die Gators und erreichte in seinem letzten Jahr das Elite Eight, wo man an den Butler Bulldogs scheiterte. Danach verließ er die Universität mit einem Bachelor-Abschluss in Soziologie.

### NBA

#### Detroit Pistons (2011–)
Macklin wurde beim NBA-Draft 2011 an 52. Stelle von den Detroit Pistons ausgewählt und unterschrieb aufgrund des Lockouts erst im Dezember 2011 seinen Vertrag. Anschließend wurde nach lediglich 19 Spielen für Detroit an das Farmteam, die Fort Wayne Mad Ants, abgegeben. Von dort kehrte er aber nach nur zehn Spielen im April wieder zurück und absolvierte in der Folge noch vier weitere Spiele für die Pistons.